# Маховлич, Фрэнк
Фрэнсис Уи́льям «Фрэ́нк» Махо́влич (англ. Francis William "Frank" Mahovlich, хорв. Franjo Mahovlić; род. 10 января 1938, Тимминс) — канадский хоккеист. Амплуа — крайний левый нападающий.
Классический крайний нападающий с большими габаритами, огромными навыками и «золотыми» руками бомбардира. Он провёл достойную карьеру: 22 профессиональных сезона в НХЛ и ВХА, играя на левом фланге атаки. Всего в регулярных сезонах НХЛ Большой М сыграл 1181 матч, в которых забил 533 гола (34-й результат), в розыгрышах Кубка Стэнли — 137 матчей, 51 гол.

## Карьера
Маховлича считали суперзвездой ещё в подростковом возрасте, однако на протяжении всей хоккейной карьеры ему приходилось справляться со стрессом, вызванным высокими ожиданиями окружающих.
В своём первом полном сезоне в НХЛ, в 1957—58 годах, Фрэнк выглядел более чем солидно, а в некоторых матчах просто феноменально. Его 20 голов и 36 очков были достаточны, чтобы получить в конце сезона Колдер Трофи, опередив Бобби Халла, о котором тоже много говорили как об одарённом молодом хоккеисте.
Но от него всегда ждали чего-то большего. В конце сезона 1960—1961 года он не смог за 14 матчей забить 2 гола и повторить рекорд результативности Мориса Ришара (50 шайб). Публика начала говорить не о том, насколько талантлив Маховлич, сумевший забить 48 голов в таком молодом возрасте, а о том, чего в нём не хватало, чтобы забить больше голов. Берни Жеффрион, который не стал вторым хоккеистом в истории НХЛ, забившим 50 голов.
Позже, несмотря на то, что «Торонто Мейпл Лифс» начиная с 1962 года, выигрывал Кубок Стэнли 3 сезона подряд. В это время Маховлич дважды забивал более 30 голов в сезоне, на него сыпались многочисленные критические высказывания в прессе. Его постоянно освистывали трибуны домашней арены «Кленовых листьев». Когда же он не смог забить ни одного гола в плей-офф 1963 года, был яростно освистан во время и после решающей игры, в которой «Торонто» выиграло Кубок. Это унижение продолжилось даже на следующий день, когда команда торжественно проехалась с Кубком по центру Торонто.
Всё это стало причиной госпитализации Маховлича в 1964 году с острой депрессией. Пропустив начало сезона, он вернулся в команду, но игра его поблекла, результативность снизилась. В последнем кубковом сезоне в «Торонто» (1966—1967) он забивает лишь 18 шайб.
После очередного случая, когда в победном для команды матче с «Монреаль Канадиенс» Маховлич, забивший гол и сделавший передачу, был признан одной из звёзд и его, как это обычно принято, вызвали на круг почёта перед зрителями. Некоторые из них свистели в его сторону. Это был тяжелый удар. На следующий день, когда «Торонто» выезжало на игру в Детройт, Маховлич встал со своего места в поезде, сообщил партнеру о том, что он уезжает домой и вышел из вагона. После этого демарша он был помещён в психиатрическое отделение Центрального госпиталя Торонто. Фрэнк находился в глубокой депрессии и, согласно сообщениям прессы, страдал от нервного срыва.
В конце сезона «Кленовые» решили расстаться со своим нападающим. В крупнейшем обмене года он был отправлен в «Детройт» в компании с Питом Стимковски, Гэрри Ангером и Карлом Брюером. В обратном направлении в «Лифз» поехали Пол Хендерсон, Норм Ульман и Флойд Смит.
Освободившись в «Детройте» от давления и конфликтов, преследовавших его в Торонто, Маховлич обрёл второе дыхание. В «Красных Крыльях» он играл к тому же со своим младшим братом Питом, которого называли «Маленький М», несмотря на то, что он был выше Фрэнка на 12 сантиметров. Все эти перемены повлияли на улучшение психологического состояния Фрэнка — он стал общительным и компанейским.
В «Детройте» его определили в звено к Горди Хоу и Алексу Дельвеккио. С их помощью Маховлич в первом полном сезоне в Детройте, в 1968—1969 годах, едва не дотянул до гроссмейстерской отметки в 50 шайб за сезон (забил 49 голов). И никто его не упрекал, и не было никого давления. Он получал большое количество игрового времени, играл в первой спецбригаде большинства и иногда выходил на площадку даже в меньшинстве. Когда Хоу стал третьим игроком в истории НХЛ, набравшим 100 очков за сезон (1968—1969), Маховлич был назван существенным фактором этого события. После нескольких успешных и счастливых лет в Детройте, Маховлич был снова обменян, став жертвой обстоятельств: «Детройт» боролся с высокими контрактами своих игроков и перестраивал команду.
Новая команда Фрэнка «Монреаль Канадиенс» готовилась к очередной победе в Кубке Стэнли 1971 года, но она не пожалела трёх своих игроков, чтобы получить опытного кубкового бойца. Маховлич снова попал в одну команду со своим братом, который оказался в Монреале годом раньше. Фрэнк провёл впечатляющий плей-офф с «Монреалем», выиграв свой пятый Кубок Стэнли, забив 14 шайб в 20 матчах. С «Канадиенс» он провёл свой лучший в карьере сезон (1971—1972), набрав в нём 96 очков.
Важную роль сыграл Маховлич в сборной Канады, игравшей со сборной СССР Суперсерию 1972 года.
Френк Маховлич отличился в этой серии не только своими голами, но и тем, что открутил огромную люстру, которая рухнула в конференц-зал на нижнем этаже.
Удался и сезон 1972—73 года, когда Маховлич попал в первую символическую сборную НХЛ по итогам сезона и выиграл свой шестой Кубок Стенли. Но оставаться лучшим игроком команды не позволяли возраст и продвижение на ведущие позиции молодых хоккеистов.
Вместо того, чтобы с почётом закончить карьеру в «Монреале», Фрэнк решил попробовать свои силы в ВХА. В возрасте 36 лет Маховлич подписывает контракт с клубом «Торонто Торос» на четыре года. В «Торосе» он стал лучшим бомбардиром, но вскоре команда переехала в Бирмингем, на юг США, где хоккей абсолютно не был популярен. По истечении срока контракта 40-летний нападающий был ещё раз обменян, и на этом его игровая карьера практически закончилась.
В 1988 году, принимая во внимания заслуги Фрэнка Маховлича на льду и вне его, канадский премьер-министр Жан Кретьен назначил его сенатором.

## Достижения
- Входил в первый состав Всех звёзд НХЛ — 1961, 1963, 1973 годах.
- Входил во второй состав Всех звёзд НХЛ — 1962, 1964, 1965, 1966, 1969, 1970 годах.
- В матчах НХЛ сделал 8 хет-триков, 3 покера (4 шайбы за матч).
- В играх «Суперсерий» (1972 и 1974) сыграл 12 матчей, забил 2 гола.
- В регулярных сезонах ВХА сыграл 237 матчей, забил 89 голов.
- В 1981 году был избран в Зал хоккейной славы

## Награды
Обладатель призов НХЛ:
- Колдер Трофи — 1958
- Кубок Стэнли — 1962, 1963, 1964, 1967, 1971, 1973

## Статистика
| 1956-57     | Торонто Мейпл Лифс | НХЛ         | 3    | 1   | 0   | 1    | 2    |     |    |    |     |     |
| 1957-58     | Торонто Мейпл Лифс | НХЛ         | 67   | 20  | 16  | 36   | 67   |     |    |    |     |     |
| 1958-59     | Торонто Мейпл Лифс | НХЛ         | 63   | 22  | 27  | 49   | 94   | 12  | 6  | 5  | 11  | 18  |
| 1959-60     | Торонто Мейпл Лифс | НХЛ         | 70   | 18  | 21  | 39   | 61   | 10  | 3  | 1  | 4   | 27  |
| 1960-61     | Торонто Мейпл Лифс | НХЛ         | 70   | 48  | 36  | 84   | 131  | 5   | 1  | 1  | 2   | 6   |
| 1961-62*    | Торонто Мейпл Лифс | НХЛ         | 70   | 33  | 38  | 71   | 87   | 12  | 6  | 6  | 12  | 29  |
| 1962-63*    | Торонто Мейпл Лифс | НХЛ         | 67   | 36  | 37  | 73   | 56   | 9   | 0  | 2  | 2   | 8   |
| 1963-64*    | Торонто Мейпл Лифс | НХЛ         | 70   | 26  | 29  | 55   | 66   | 14  | 4  | 11 | 15  | 20  |
| 1964-65     | Торонто Мейпл Лифс | НХЛ         | 59   | 23  | 28  | 51   | 76   | 6   | 0  | 3  | 3   | 9   |
| 1965-66     | Торонто Мейпл Лифс | НХЛ         | 68   | 32  | 24  | 56   | 68   | 4   | 1  | 0  | 1   | 10  |
| 1966-67*    | Торонто Мейпл Лифс | НХЛ         | 63   | 18  | 28  | 46   | 44   | 12  | 3  | 7  | 10  | 8   |
| 1967-68     | Торонто Мейпл Лифс | НХЛ         | 50   | 19  | 17  | 36   | 30   |     |    |    |     |     |
| 1967-68     | Детройт Ред Уингз  | НХЛ         | 13   | 7   | 9   | 16   | 2    | --  | -- | -- | --  | --  |
| 1968-69     | Детройт Ред Уингз  | НХЛ         | 76   | 49  | 29  | 78   | 38   |     |    |    |     |     |
| 1969-70     | Детройт Ред Уингз  | НХЛ         | 74   | 38  | 32  | 70   | 59   | 4   | 0  | 0  | 0   | 2   |
| 1970-71     | Детройт Ред Уингз  | НХЛ         | 35   | 14  | 18  | 32   | 30   |     |    |    |     |     |
| 1970-71*    | Монреаль Канадиенс | НХЛ         | 38   | 17  | 24  | 41   | 11   | 20  | 14 | 13 | 27  | 18  |
| 1971-72     | Монреаль Канадиенс | НХЛ         | 76   | 43  | 53  | 96   | 36   | 6   | 3  | 2  | 5   | 2   |
| 1972-73*    | Монреаль Канадиенс | НХЛ         | 78   | 38  | 55  | 93   | 51   | 17  | 9  | 14 | 23  | 6   |
| 1973-74     | Монреаль Канадиенс | НХЛ         | 71   | 31  | 49  | 80   | 47   | 6   | 1  | 2  | 3   | 0   |
| Всего в НХЛ | Всего в НХЛ        | Всего в НХЛ | 1181 | 533 | 570 | 1103 | 1056 | 137 | 51 | 67 | 118 | 163 |

* Годы завоевания Кубка Стэнли